# Шарни сир Мез
Шарни сир Мез (фр. Charny-sur-Meuse) насеље је и општина у североисточној Француској у региону Лорена, у департману Меза која припада префектури Верден.
По подацима из 2011. године у општини је живело 561 становника, а густина насељености је износила 44,45 становника/km². Општина се простире на површини од 12,62 km². Налази се на средњој надморској висини од 200 метара (максималној 293 m, а минималној 185 m).

## Демографија
| 1962. | 1968. | 1975. | 1982. | 1990. | 1999. | 2011. |
| ----- | ----- | ----- | ----- | ----- | ----- | ----- |
| 245   | 289   | 412   | 523   | 462   | 466   | 561   |

График промене броја становника у току последњих година